# 张镇芳
张镇芳（1863年—1933年），字馨庵，号芝圃，河南项城县人，清末民初官員、财阀、清朝最后一任直隶总督。袁世凯表弟。

## 生平
光緒十八年（1892年），張鎮芳中式壬辰科進士。历任翰林院編修、戶部主事、北洋銀元局会办、永七盐務局总办、陸軍糧餉局总办、行营营務处总办、清理財政局总办、禁煙局总办、直隷銀行督理、財政总匯处幇办、湖广总督後路軍軍需局总办、長蘆盐運使兼護直隷臬司、湖南提法使、度支部承参行走等职务。
民国元年2月，張鎮芳署直隷都督。同年3月，署河南都督。同年10月，正式任河南都督，翌年1月，兼任民政長。因镇压白朗起义失利，被袁世凱罷免，召回北京。民国三年（1914年）2月，張鎮芳任参政院参政。民国四年（1915年）5月，他创办盐业银行，自任董事长兼总经理。9月，担任请愿联合会副会长，支持袁世凯称帝。
民國五年（1916年）6月，袁世凱去世，張鎮芳投靠張勳。民國六年（1917年）7月1日，張勳發動復辟，張鎮芳出任内閣議政大臣、度支部尚書。見復辟將要失敗，與雷震春逃離北京時被捕。15日，他與雷震春、馮德麟二人同被褫奪官職，以叛國罪送法庭。張鎮芳多方尋求特赦，均告失敗，民國七年（1918年）1月，他因病保外就醫，到了天津。盐业银行则由吴鼎昌接管任总经理。民国九年（1920年），張鎮芳被释放，其后仍任盐业银行董事長。
民国二十二年（1933年），張鎮芳病逝。享年71岁。

## 家庭
张镇芳无亲生子。儿子张伯驹原是其侄，后来过继为螟蛉子。

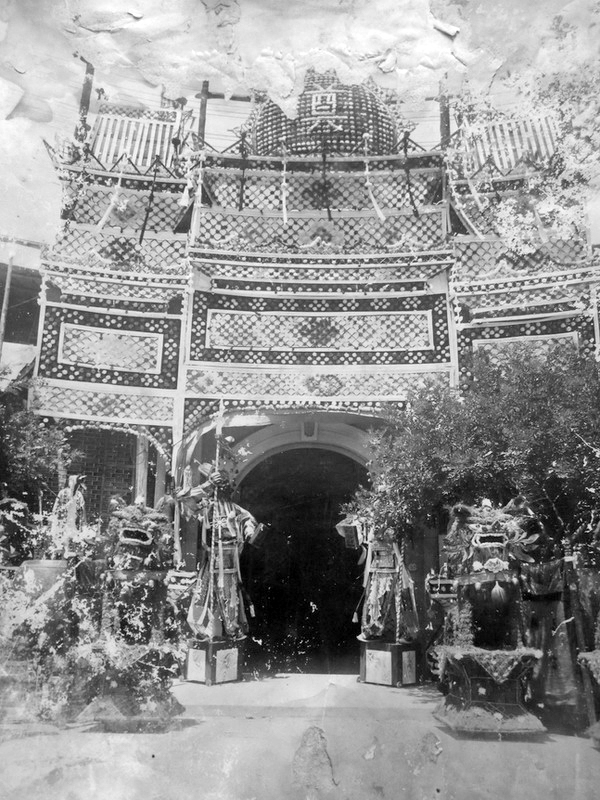
张镇芳灵堂外景
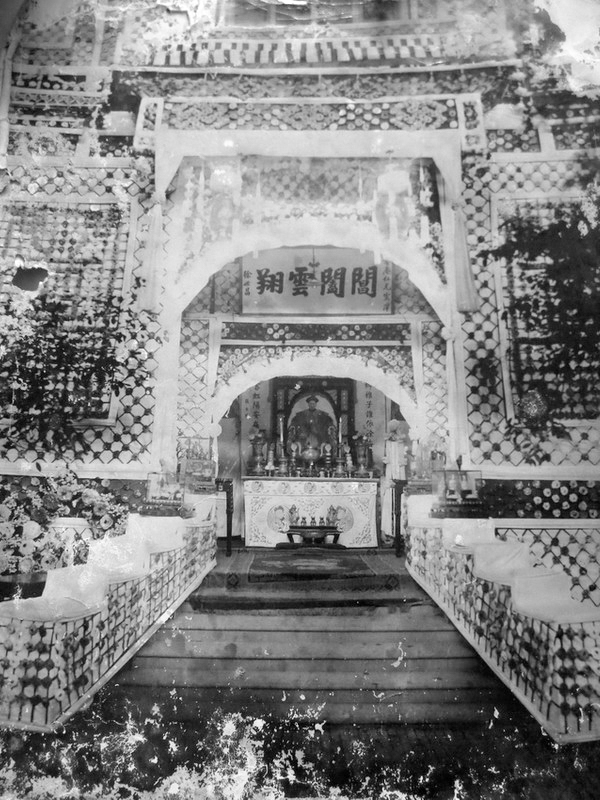
张镇芳灵堂内景。正面供奉张镇芳像，其上悬徐世昌题写的“阊阖云翔”匾额，上款为“馨庵仁兄灵泽”，落款为“徐世昌”。